# Philippe Saisse
Philippe Saisse est un claviériste et producteur de jazz fusion. Il est né à Marseille et élevé à Paris. 

## Biographie
Il étudie au conservatoire de Paris puis au Berklee College of Music.
Il a joué avec le vibraphoniste Gary Burton qui est son mentor, le guitariste Al Di Meola. En 1983, il a aussi joué pour l’unique album funk du groupe Delight, il a contribué au succès du titre Is it too late. Il a aussi composé pour David Sanborn, David Bowie, Al Jarreau, Chaka Khan, Claude Nougaro (il compose plusieurs titres de l'album Nougayork, en collaboration avec le producteur Mick Lanaro), SEGA ou même... Whatfor, le groupe issu de l'émission Popstars de M6, émission au cours de laquelle on a pu l'apercevoir. En 1991, il signe les arrangements des cuivres de l'album Ça ne change pas un homme de Johnny Hallyday. Son premier album Valérian a été très remarqué dans le monde du jazz à sa sortie, lui valant la reconnaissance de nombreux fans du genre[réf. nécessaire]. Il a collaboré avec les plus grands noms du jazz comme Marcus Miller (album The Sun Don't Lie), Gato Barbieri (Qué pasa) ou encore Kirk Whalum (Caché).
Très actif aux États-Unis où il vit depuis plus de 30 ans, sa dernière collaboration date de 2009 : un album avec le batteur Simon Phillips (Toto) et le bassiste Pino Palladino.

## Discographie non exhaustive
- Valerian (1988)
- Storyteller (1991)
- Dream Catcher (1994)
- Masques (1995)
- Chic, Live at the Budokan (1996, édité en 1999)
- Next Voyage (1997)
- Sonic Adventure (1999)
- Halfway till Dawn (1999)
- My favorite songs : classic mood (2000)
- My favorite songs : contemporary mood (2000)
- Ready to go feat. Kelly sae (2003)
- Body and soul sessions (2005)
- At world's edge (2009)
- PSP (Phillips Saisse Palladino) Live (2011)